# Rade Krunić
Rade Krunić, född 7 oktober 1993 i Foča, är en bosnisk och hercegovisk fotbollsspelare som spelar för serbiska Röda stjärnan Belgrad. Han representerar även det bosniska och hercegoviska landslaget.